# Stefan Kozlov
Stefan Kozlov (født 1. februar 1998 i Skopje, Makedonien) er en professionel tennisspiller fra USA.